# Calophya luzonensis
Calophya luzonensis är en insektsart som beskrevs av Crawford 1915. Calophya luzonensis ingår i släktet Calophya och familjen Calophyidae.
Artens utbredningsområde är Filippinerna. Inga underarter finns listade i Catalogue of Life.